# Edu (ur. 1978)
Eduardo César Daude Gaspar – „Edu” (ur. 15 maja 1978 w São Paulo) – brazylijski były piłkarz grający podczas kariery na pozycji pomocnika, dyrektor techniczny w klubie Arsenal F.C..

## Początki kariery
Edu zaczynał karierę w jednym z najbardziej utytułowanych brazylijskich klubów, Sport Club Corinthians Paulista. W 1998 i 1999 roku zdobył mistrzostwo Brazylii, a w 2000 r. Zdobył Puchar Interkontynentalny.

## Gra w Arsenalu i reprezentacji Brazylii
Edu w 2000 roku przeszedł do Arsenalu za 6 milionów funtów. W tym samym roku otrzymał włoski paszport i mógł grać w reprezentacji Włoch, lecz wybrał grę dla Brazylii.
Jego debiut w barwach Arsenalu odbył się w 2001 roku w bezbramkowo zremisowanym meczu z Leicester City. Po wygraniu ligi w sezonie 01/02, kibice wierzyli, że znajdzie się w składzie na Mistrzostwa świata w 2002 roku, lecz trener Luiz Felipe Scolari nie wybrał go do składu.
Sezony 2001/2002, 2002/2003 i 2003/2004 były jednymi z najlepszych w jego karierze, a jego Arsenal w 2004 roku wygrał ligę nie przegrywając żadnego meczu. Dopiero w 2004 roku Edu zadebiutował w reprezentacji w meczu z Chile i został powołany na Copa America 2004.
W sezonie 2004-2005, Edu stracił miejsce w składzie na rzecz Cesca Fabregasa. Postanowił nie przedłużać kontraktu i w lecie 2005 roku przeszedł za darmo do Valencii.